# 항진균제
항진균제(抗眞菌劑, 영어: antifungal)는 무좀, 백선, 칸디다증(아구창), 크립토코쿠스(Cryptococcus) 수막염과 같은 심각한 전신 감염과 같은 진균증을 치료하고 예방하는 데 사용되는 살진균제 또는 정진균제(fungistatic) 같은 약물이다. 이러한 약물은 일반적으로 의사의 처방전을 통해 구입할 수 있지만, 일부는 일반 의약품으로 구입할 수 있다. 진균류의 항진균제에 대한 내성의 진화는 전 세계적으로 인류의 건강을 위협하는 요인이 되고 있다.

## 같이 보기
- 항생제
- 항미생물제
- 살균제
- 살진균제